# Pterolophia pseudolunigera
Pterolophia pseudolunigera är en skalbaggsart som beskrevs av Stefan von Breuning 1938. Pterolophia pseudolunigera ingår i släktet Pterolophia och familjen långhorningar.
Artens utbredningsområde är Laos. Inga underarter finns listade i Catalogue of Life.